# Janina Kulesza-Kurowska

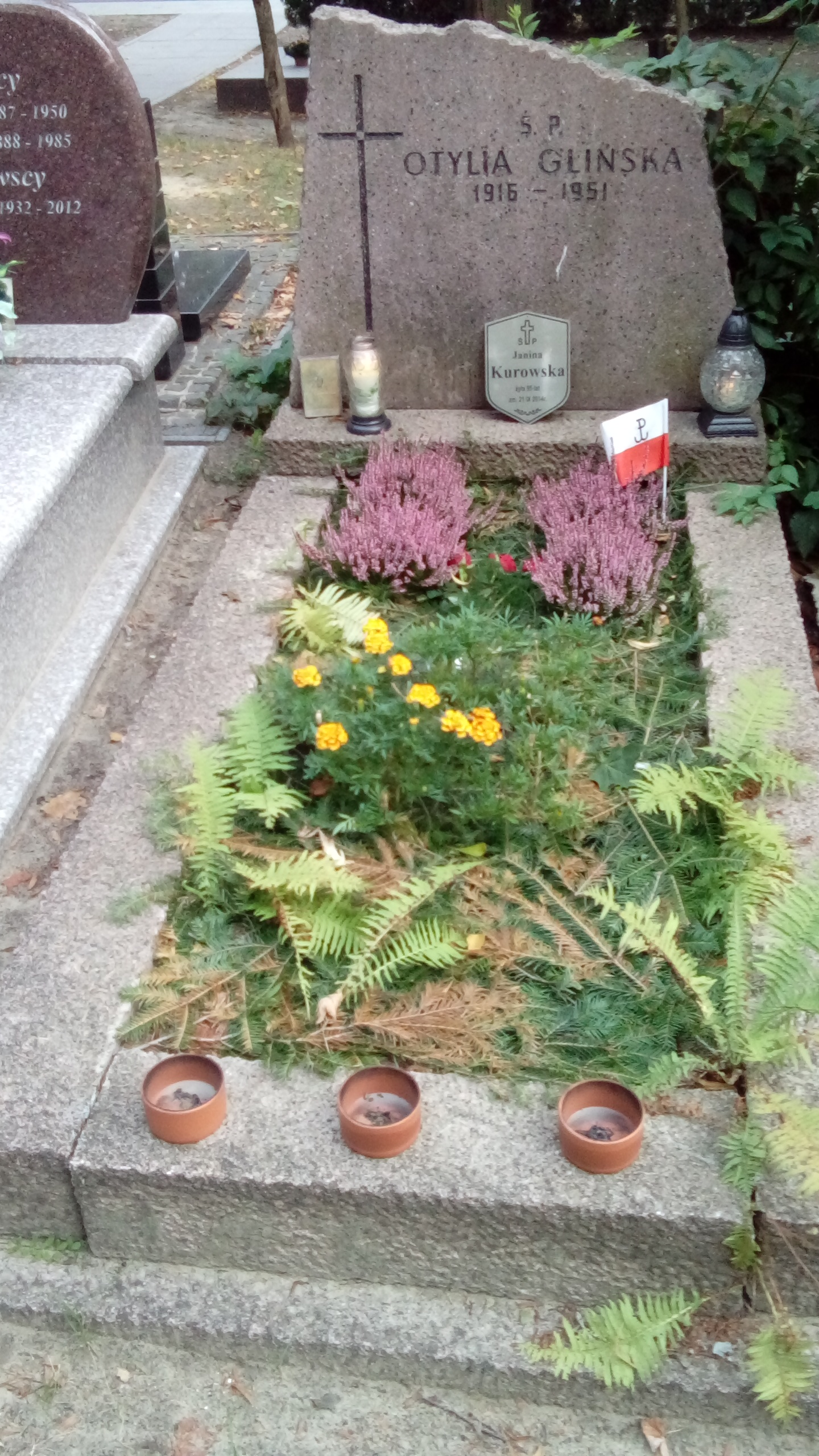
Grób Janiny Kurowskiej na cmentarzu wojskowym na Powązkach.

Janina Kulesza-Kurowska (ps. Janka, Urszula, Teresa ur. 10 września 1919 w Łapach, zm. 21 września 2014) – polska harcerka, podporucznik AK, major Wojska Polskiego.

## Życiorys
Córka Józefa i Stanisławy ze Skłodowskich Kuleszowie. Wychowana w wielodzietnej rodzinie (miała dwie siostry i trzech braci) o tradycji patriotycznej. Ojciec był żołnierzem I Korpusu Wojska Polskiego, utworzonego w Rosji w czasie I wojny światowej przez generała Józefa Dowbor-Muśnickiego, a dziadek był uczestnikiem powstania styczniowego.
Najpierw była zuchem, potem harcerką, a następnie wstąpiła do Przysposobienia Wojskowego Kobiet. Skończyła Szkołę Powszechną im. Marii Konopnickiej w Grudziądzu i szkołę średnią – Państwowe Gimnazjum Żeńskie im. Marii z Billewiczów Piłsudskiej również w Grudziądzu.
W 1938 dostała się na polonistykę na Uniwersytecie Warszawskim.

## Praca konspiracyjna
W czasie okupacji pracowała w Biurze Informacyjnym Polskiego Czerwonego Krzyża, które mieściło się wówczas w budynku Teatru Jaracza na Powiślu przy ulicy Czerwonego Krzyża.
Następnie została zaprzysiężona przez Tomasza Dziamę (ps. Roman), kwatermistrza Komendy VII Obwodu AK Warszawa „Obroża”.
Zajmowała się tam legalizacją, czyli dostarczaniem autentycznych dokumentów wskazanym przez niego osobom, we współpracy z Wydziałem Ewidencji Ludności m.st. Warszawy, kryptonim „Ratusz”.

## Powstanie warszawskie
Wzięła udział w powstaniu warszawskim dobrowolnie. Została sekretarką Jerzego Rutkowskiego „Kmity”, szefa tajnych Wojskowych Zakładów Wydawniczych, gdzie drukowano ogłoszenia, książki, ulotki, i fałszywe dowody tożsamości. Uczestniczyła w drukowaniu „Biuletynu Informacyjnego”. W nocy z 3 na 4 września wydrukowano ostatni w czasie powstania 102. numer „Biuletynu” z pożegnalnym rozkazem generała Bora-Komorowskiego do żołnierzy.
Otrzymała nominację na podporucznika (rozkaz nr 871/I w sprawie nadania stopni wojskowych) rozkazem generała Bora-Komorowskiego.
Po zakończeniu powstania warszawskiego znalazła się w obozie przejściowym dla jeńców wojennych w Fabryce Kabli w Ożarowie Mazowieckim. Żałuję, że Fabryka Kabli w Ożarowie nie zachowała żadnej pamiątki z tamtych czasów, żadnego na przykład kawałeczka torów, z których odjeżdżały pociągi towarowe z żołnierzami AK – już jeńcami – w głąb Niemiec.
Przebywała w obozach:
- Stalag 344 Lamsdorf, dziś Łambinowice.
- Stalag IV B koło Mühlberg w Saksonii.
- Stalagu IV D Altenburg,
- Oflagu IX C Molsdorf (powiązanego służbowo ze Stalagiem IX C Bad Sulza w Turyngii; oflag ten został specjalnie przygotowany przez Niemców dla kobiet-oficerów AK, zgromadzonych tu z różnych obozów przejściowych)

Kiedy obóz został wyzwolony przez 3 Armię Amerykańską pod dowództwem generała Pattona, Amerykanie zgrupowali wyzwolone przez tę armię kobiety – żołnierzy AK w Burg.

## Rodzina
W Burgu poznała Krzesława Kurowskiego, pianistę, jeńca w Oflagu VIIA Murnau. Ślub odbył się w kaplicy obozowej w Murnau, w trzy miesiące po poznaniu się z Janiną.

## Praca po wojnie
Była tłumaczką Delegata Rządu Polskiego z Londynu do kontaktów z 3 Armią Amerykańską na teren Bawarii, a potem tłumaczką amerykańskiego komendanta szpitala dla byłych jeńców wojennych w Murnau. Po wojnie pozostała w Polsce, gdzie urodziła syna. Pracowała jako główna księgowa ośrodków sanatoryjnych w Otwocku Była przewodnikiem warszawskim PTTK.

## Miejsce spoczynku
29 września 2014 została pochowana na Cmentarzu Wojskowym na Powązkach (kwatera AII-10-3).

## Wyróżnienia
Była honorowym obywatelem miasta Piastowa

## Odznaczenia
- Krzyż Oficerski Orderu Odrodzenia Polski
- Krzyż Kawalerski Orderu Odrodzenia Polski[1]
- Krzyż Armii Krajowej[2]
- Warszawski Krzyż Powstańczy[2]